# Il pittore e la modella
Il Pittore e la modella è un dipinto a olio su tela (195x130,3 cm) realizzato nel 1963 dal pittore spagnolo Pablo Picasso. È conservato nella Pinakothek der Moderne di Monaco.
Il quadro raffigura Picasso e una sua modella in studio, separati da un cavalletto su cui poggia una tela.

## Il tema pittore e modella
Il tema del rapporto tra pittore e modella era stato affrontato da Picasso già nel 1926 con un dipinto che ha quasi lo stesso nome; ma già nel passato (e poi ancora in epoca più recente) altri pittori si erano cimentati - in chiave differente e con risultati diversi - con questa affascinante fonte di ispirazione artistica. Fra essi, gli italiani Caravaggio e Vasari (che da una modella ebbe anche quasi certamente un figlio) e l'olandese Vermeer (che della giovane domestica Griet fece la sua musa ispiratrice). 
Fra gli artisti contemporanei sensibili alla tematica sono da segnalare - per il felice esito del tocco e della visionarietà pittorica - Tullio Pericoli e Milo Manara.